# Термодинамические циклы
Термодинами́ческие ци́клы — круговые процессы в термодинамике, то есть такие процессы, в которых совпадают начальные и конечные параметры, определяющие состояние рабочего тела (давление, объём, температура и энтропия).
Термодинамические циклы являются моделями процессов, происходящих в реальных тепловых машинах для превращения тепла в механическую работу.
Компонентами любой тепловой машины являются рабочее тело, нагреватель и холодильник (с помощью которых меняется состояние рабочего тела).
Обратимым называют цикл, который можно провести как в прямом, так и в обратном направлении в замкнутой системе. Суммарная энтропия системы при прохождении такого цикла не меняется. Единственным обратимым циклом для машины, в которой передача тепла осуществляется только между рабочим телом, нагревателем и холодильником, является Цикл Карно. Существуют также другие циклы (например, цикл Стирлинга и цикл Эрикссона), в которых обратимость достигается путём введения дополнительного теплового резервуара — регенератора. Общим (т.е. указанные циклы частный случай) для всех этих циклов с регенерацией является Цикл Рейтлингера. Можно показать (см. статью Цикл Карно), что обратимые циклы обладают наибольшей эффективностью.

## Основные принципы
Прямое преобразование тепловой энергии в работу запрещается постулатом Томсона (см. Второе начало термодинамики). Поэтому для этой цели используются термодинамические циклы.
Для того, чтобы управлять состоянием рабочего тела, в тепловую машину входят нагреватель и холодильник. В каждом цикле рабочее тело забирает некоторое количество теплоты ({\displaystyle Q_{1}}) у нагревателя и отдаёт количество теплоты {\displaystyle Q_{2}} холодильнику. Работа, совершённая тепловой машиной в цикле, равна, таким образом,
{\displaystyle A=(Q_{1}-Q_{2})-\Delta U=Q_{1}-Q_{2}},
так как изменение внутренней энергии {\displaystyle U} в круговом процессе равно нулю (это функция состояния).
Напомним, что работа не является функцией состояния, иначе суммарная работа за цикл также была бы равна нулю.
При этом нагреватель потратил энергию {\displaystyle Q_{1}}. Поэтому тепловой, или, как его ещё называют, термический или термодинамический коэффициент полезного действия тепловой машины (отношение полезной работы к затраченной тепловой энергии) равен
{\displaystyle \eta ={\frac {A}{Q_{1}}}={\frac {Q_{1}-Q_{2}}{Q_{1}}}}.

## Вычисление работы иКПДв термодинамическом цикле
Работа в термодинамическом цикле, по определению, равна
{\displaystyle A=\oint _{C}PdV},
где {\displaystyle C} — контур цикла.
C другой стороны, в соответствии с первым началом термодинамики, можно записать
{\displaystyle A=\oint _{C}\delta Q-dU=\oint _{C}\delta Q=\oint _{C}TdS}.
Аналогичным образом, количество теплоты, переданное нагревателем рабочему телу, равно
{\displaystyle Q_{1}=\int _{A\rightarrow B}\delta Q=\int _{A\rightarrow B}TdS}.
Отсюда видно, что наиболее удобными параметрами для описания состояния рабочего тела в термодинамическом цикле служат температура и энтропия.

## Цикл Карно и максимальный КПД тепловой машины
Основная статья: Цикл Карно.
Представим себе следующий цикл:

Цикл Карно в координатах T и S

Фаза А→Б. Рабочее тело с температурой, равной температуре нагревателя, приводится в контакт с нагревателем. Нагреватель сообщает рабочему телу {\displaystyle Q_{1}=T_{H}(S_{2}-S_{1})} тепла в изотермическом процессе (при постоянной температуре), при этом объём рабочего тела увеличивается.
Фаза Б→В. Рабочее тело отсоединяется от нагревателя и продолжает расширяться адиабатически (без теплообмена с окружающей средой). При этом его температура уменьшается до температуры холодильника.
Фаза В→Г. Рабочее тело приводится в контакт с холодильником и передает ему {\displaystyle Q_{2}=T_{X}(S_{2}-S_{1})} тепла в изотермическом процессе. При этом объём рабочего тела уменьшается.
Фаза Г→А. Рабочее тело адиабатически сжимается до исходного размера, и его температура увеличивается до температуры нагревателя.
Его КПД равен, таким образом,
{\displaystyle \eta ={\frac {Q_{1}-Q_{2}}{Q_{1}}}={\frac {T_{H}(S_{2}-S_{1})-T_{X}(S_{2}-S_{1})}{T_{H}(S_{2}-S_{1})}}={\frac {T_{H}-T_{X}}{T_{H}}}},
то есть, зависит только от температур холодильника и нагревателя. Видно, что 100%-ный КПД можно получить только в том случае, если температура холодильника есть абсолютный нуль, что недостижимо.
Можно показать, что КПД тепловой машины Карно максимален в том смысле, что никакая тепловая машина с теми же температурами нагревателя и холодильника не может обладать бо́льшим КПД.
Заметим, что мощность тепловой машины Карно равна нулю, так как передача тепла в отсутствие разности температур идёт бесконечно медленно.